# Vanessa virginiensis
Vanessa virginiensis és una espècie de lepidòpter papilionoïdeu de la família dels nimfàlids (Nymphalidae) ocasional als Països Catalans.

## Distribució
S'estén per Amèrica, des del sud del Canadà fins a Colòmbia i Veneçuela. També és present a les illes Canàries i a les Açores. Ocasionalment, l'espècie s'observa a l'oest d'Europa, incloent les illes Britàniques, façana atlàntica de França i península Ibèrica, on la seva presència correspon sovint a individus migradors que han estat arrossegats per tempestes o que s'han desplaçat amb vaixells. A la península Ibèrica es va registrar per primera vegada el 1948 a Portugal, i des d'aquest moment s'ha anat registrant en diversos indrets. En la majoria dels casos es tractava d'individus aïllats, però també s'han detectat colònies associades a embassaments al País Basc, entre d'altres llocs. A Catalunya, es va citar per primera vegada a mitjans d'octubre de 2023, quan es va capturar un sol exemplar adult prop de Cala de Salionç, Tossa de Mar. El fet que no se n'hagi observat la cria, es considera a aquesta espècie com a errant a Catalunya.

## Descripció
Envergadura alar d'entre 44 i 55 mm.
Dimorfisme sexual poc evident. Anvers de color taronja. L'ala anterior té la punta negra i diverses taques blanques prop d'aquesta, més diverses taques negres a la resta de l'ala. L'anvers de l'ala posterior presenta una sèrie d'ocels blaus envoltats de negre prop del marge. Revers de color verd oliva, amb la base rogenca a l'ala anterior i dos grans ocels a l'ala posterior. També hi ha diverses taques i franges de color blanquinós.

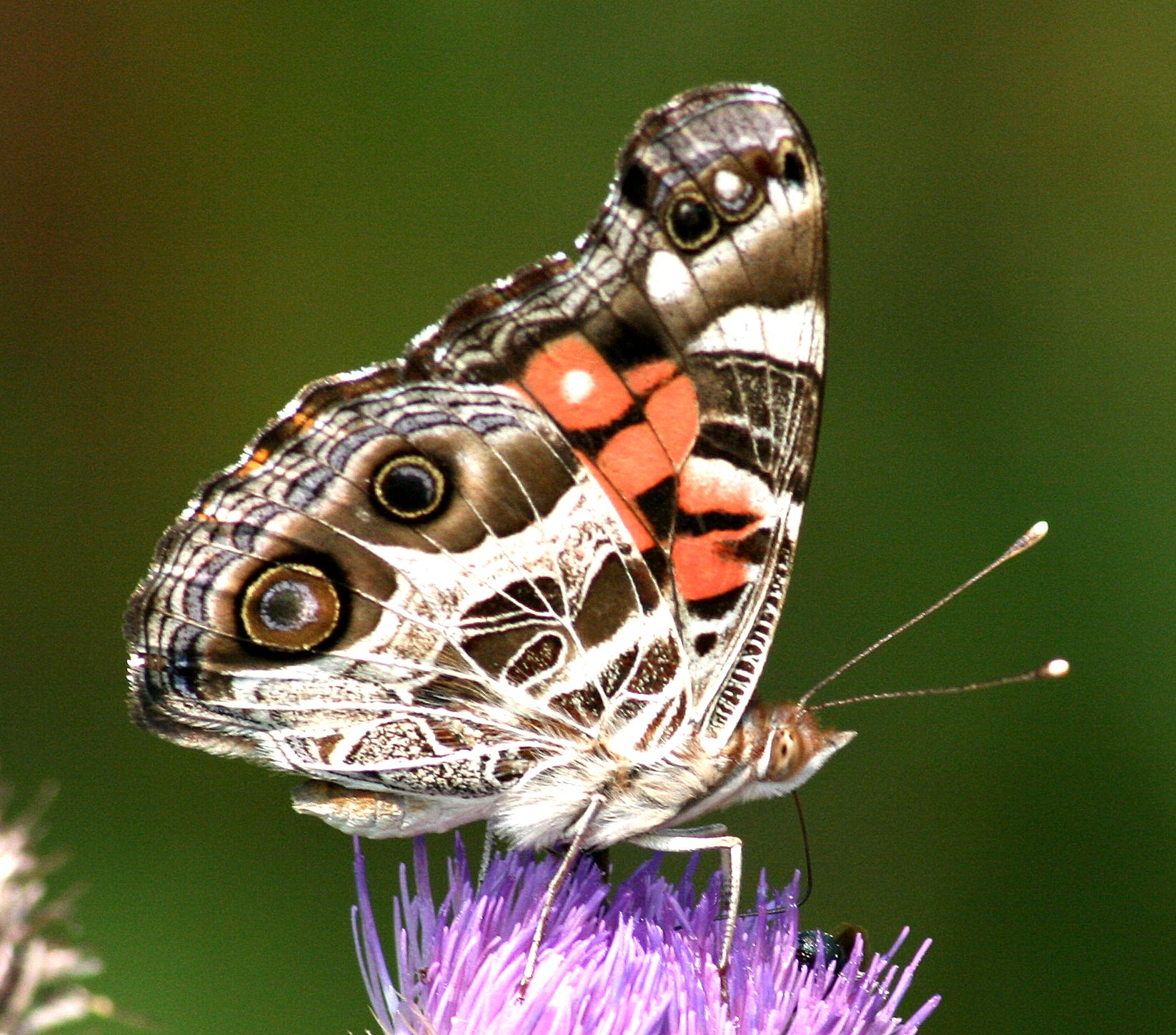
Revers

## Hàbitat
Llocs oberts diversos amb vegetació baixa, com ara dunes, prats amb abundància de flors, clarianes en boscos, erms, conreus o parcs i jardins. L'eruga s'alimenta de diverses asteràcies, com ara Gnaphalium, Anaphalis, Antennaria, Artemisia, Vernonia i Arctium, però també d'espècies de fabàcies, malvàcies, boraginàcies, urticàcies, balsaminàcies, escrofulariàcies i lamiàcies.

## Període de vol i hibernació
Vola en diverses generacions al llarg de l'any. Se sospita que entra en diapausa durant els mesos d'hivern com a adult, i que aquests es poden reactivar temporalment en períodes càlids. Els adults no poden sobreviure períodes freds llargs, de manera que la part més septentrional de la seva distribució a l'Amèrica del Nord només és ocupada durant els mesos d'estiu. Tot i això, aquest comportament migratori no es tradueix en grans migracions com la de la migradora dels cards (Vanessa cardui).

## Espècies ibèriques similars
- Migradora dels cards (Vanessa cardui)